# ダイナースクラブ
ダイナースクラブインターナショナル（Diners Club International）は、ディスカバー・ファイナンシャルが所有するアメリカのクレジットカード会社。世界初の独立系決済カード会社である。
ダイナースクラブインターナショナルとそのフランチャイズは、日本を含む59ヶ国で事業を展開している。

## 沿革

### 草創期
1950年に、アメリカ合衆国のニューヨーク市で設立され、後にヨーロッパ・イギリスで世界初となる国際ブランドの皮切りを担った、草分け的なクレジットカード会社であるとされることが多い。だがクレジットカードという支払い用のカードは、20世紀の初めに複数の業界の数百種類が、またその前身であるフランクは19世紀から発行されている事から、その点においては多数の先行事例が存在する。
「創業者が食事に出かけた時、財布を忘れて支払いが出来なかった。支払い能力があるのに恥ずかしい体験をした。彼は、友人の弁護士とともに、現金を持たなくても支払いが出来る制度を考え出した」という体験が創業の動機だと、ルイス・マンデル著『The creditcard industry:A History（日本語訳『アメリカクレジット産業の歴史』ISBN 978-4818810976）』のまえがきに記している。ただし、これは当時の広報担当であったM. シモンズによって創作されたフィクションであるとする説も存在する。
櫻井澄夫の著作（後掲）によると、前述のようにアメリカのクレジットカードには、ほぼ150年の歴史があり、ダイナース以前から多数のクレジットカード類が発行されていた。
ダイナースクラブは、その名の通り、買い物、石油、航空、運輸、電話、鉄道などでは、早くからクレジットカードが発達していたものを、レストランで使用できるカードがほとんどなかったので、その穴を埋めるために考え出されたものである。
それ故「食事をする人（diner＝ダイナー）」のためのクラブ（club）、というネーミングになっている。また、サードパーティーが発行し汎用性を高めたことが、それまでのクレジットカードとは異なる成功の理由となった。
最初のカードは紙製カードで、小さいメモ帳のようなものである。
1960年、日本ダイナースクラブにより、現代につながるプラスチックカードの使用が提案され、米国ダイナースクラブや他国のダイナースクラブが受け入れたという説が日本では流布しているが、アメリカの銀行系クレジットカードや石油会社のカードのプラスチック化はそれより古く、この説は正しくない。また、『The creditcard industry:A History』表紙に見本が有るが、このカードも最初のものではない。反対に、ダイナースクラブにおける「カードのプラスチック化」は、他社より相対的に遅かった（『月刊消費者信用』連載「叢談カードの世紀」櫻井澄夫著）。
1962年、世界初となる口座振替制度を日本で開始した。

### シティグループ傘下に
2000年にダイナースクラブは全世界的にシティコープ（現シティグループ）によって買収された（同時期にイギリスの老舗のカード発行会社であるカルテ・ブランシュ（Carte Blanche）も買収された）。
アメリカ及びカナダ両国では、シティコープがダイナースクラブとカルテ・ブランシュを買収した事により、同社がVISA（シティ）/カルテ・ブランシュ・マスターカード/ダイナースクラブと4大ブランドの発行権・開拓権を保有する事となった。まず、カルテ・ブランシュとダブルネームのダイナースクラブカードが発行され、北アメリカ地域ではそれが発展してダイナースクラブ（カルテ・ブランシュ）＆マスターカードが一体化した、新しいダイナースクラブカードが、米シティカードの仲介により、2004年末頃から発行されている。
ダイナースクラブは、生まれ故郷の北米・カナダ地域では人気が無いため、北米・カナダのみダイナースクラブにマスターカードロゴを表面もしくは裏面の2タイプ付帯したカードを発行した。北米・カナダ以外では、ノーマルタイプとカード裏面にマスターカードロゴが付帯されたものがある。
これを、ダイナースクラブ側では『ダイナースクラブ/マスターカード アライアンス』と呼び、マスターカード側では『マスターカード/ダイナースクラブ　アライアンス』と呼ぶ。

### そしてディスカバー傘下に
2008年4月、シティグループは（経営不振により）傘下のダイナースクラブ・インターナショナルをディスカバー・フィナンシャル・サービシスに売却した。

## 日本におけるダイナースクラブ

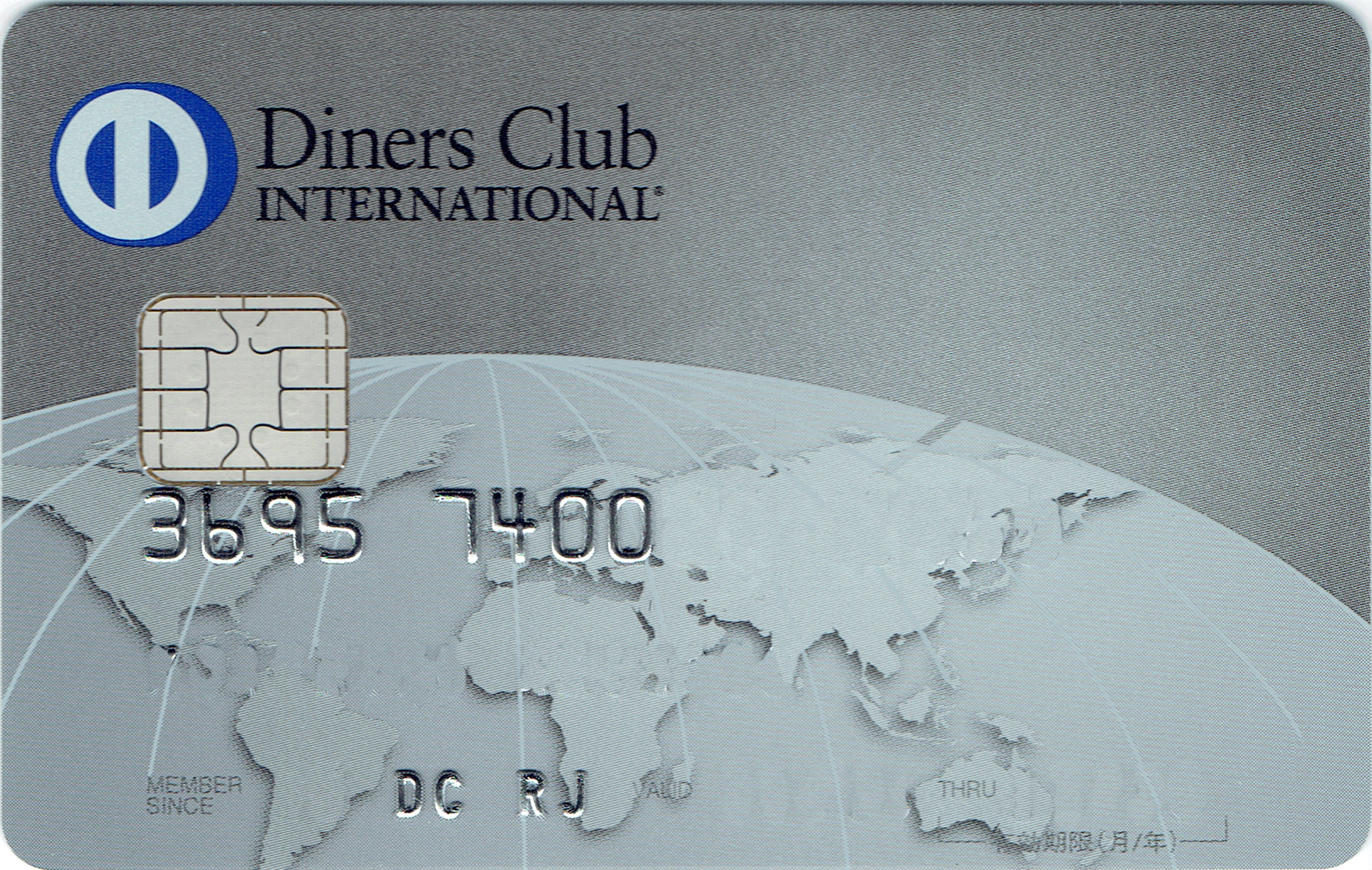
日本発行のダイナースクラブIC付き一般カード（2016年）

日本においては、三井住友信託銀行傘下の三井住友トラストクラブ株式会社（旧・シティカードジャパン）がダイナースクラブに関する事業を行っている。
アメリカ合衆国とは異なり、カード表面にマスターカードのロゴは描かれていない。アメリカ及びカナダでは2010年6月30日まで、ダイナースクラブの加盟店に加えてマスターカードの加盟店でも利用する事が出来た（国内専用カードを除く）。
また、2009年6月現在において、新規・カード更新などにより発行されるカードの裏面には、ディスカバーとPulseのマークが記載されており、2010年7月1日からディスカバー加盟店（日本および中華人民共和国を除く）でのクレジットカードとPulse ATMサービスを利用したキャッシングサービスが利用できるようになる。
カード加盟店への新規加盟は、三井住友トラストクラブのほか、ディスカバーカードと提携しているJCBでも受け付けている。

### 歴史
日本交通公社（現：JTB）と富士銀行（現：みずほ銀行）が共同で、1960年（昭和35年）12月に「株式会社日本ダイナースクラブ」を設立した（日本でのクレジットカード発行専業企業の設立としては最初であるが、カードの発行は1961年春、JCBとほぼ同時に開始された）。
その当初から1990年代のバブル景気時点まで、日本に居住する外国人や日本人の富裕層（入会資格として、自家保有の役職者 -外資系企業や大企業の管理職や、医師・弁護士、一定以上の規模の企業の経営者など- で一定の年収が有る者）を主なカード会員（客層）にして事業を行っていた為、上級カードとして認識されている。なお、この頃のキャッチコピーとして、「大人のステータス」、「誰でも持てないから、誰もが持ちたい」、「ゴールドよりも、プラチナよりも上の、プラスチック」、「日本経済を明るくするカード」、「あなたのサインを、みんなが欲しがる」などがあった。
2000年（平成12年）のシティコープ（現：シティグループ）による買収によって、日本ダイナースも「シティコープダイナースクラブジャパン」に社名変更した。その後、2004年（平成16年）12月13日に会社分割し、シティバンク銀行の関連会社シティカードジャパンが事業を承継した。
2008年（平成20年）のシティグループによる、ディスカバーカードへのブランド売却後も、引き続きシティバンク銀行が独占フランチャイズ権を維持し、常務運営を行っていた。2014年（平成26年）、シティグループによる世界的な不採算部門の見直しの一環による、シティバンク銀行の個人金融ビジネスからの撤退に伴い、2015年（平成27年）3月31日、独占的交渉権を得た三井住友信託銀行がシティカードジャパンの全株式を400億円強程度で取得すると発表した。

### 日本でのプロパーカード
プロパーカードは、白金色の券面のダイナースクラブカードと、黒色の券面のダイナースクラブ プレミアムカードの2つのグレードが発行されている。

#### ダイナースクラブカード
券面は白金色で統一されているが、ショッピング限度額が一律に設定されていないなど、グレードは他社におけるゴールドカード、またはそれ以上に相当するとされている。2011年より日本国内でフェラーリとの提携を開始した際には、フェラーリの新車もしくは認定中古車を正規販売代理店で購入した際の決済に使用できたほか、ダブルポイントが付与されるというキャンペーンが行われていた（現在は終了）。また、タマホームとの提携で、一戸建ての購入（決済額は数千万円）も可能であった（現在は終了）。
券面に「INTERNATIONAL」表記の有るカードは、世界のダイナースクラブ加盟店での使用も可能である。年会費は22,000円（税別）。
入会基準は、一部の提携カードを除き、原則として高い属性が要求され、年齢33歳以上、勤続10年以上の役職者または自営10年以上、自家保有と公表されていた。しかしながら公表されていた入会基準は「あくまで目安」であり、絶対的なものではない。
医師、弁護士、公認会計士などの有資格者や勤務先企業の業種、規模によっては条件を満たしていなくても発行されるケースがある。現在、公式サイトでは「入会の目安：27歳以上」とだけ表記されている（一部の提携カードの公式サイトにおいては、以前の高い入会基準を記載したままで、ウェブサイトが更新されていない所がある）。
2019年7月からは、「ダイナースクラブ コンパニオンカード」のサービスが開始され、三井住友トラストクラブが別途発行している「TRUST CLUB プラチナマスターカード」が無料付帯され、ポイント等も基本ダイナースクラブカードと合算できることとなった。

#### ダイナースクラブ プレミアムカード

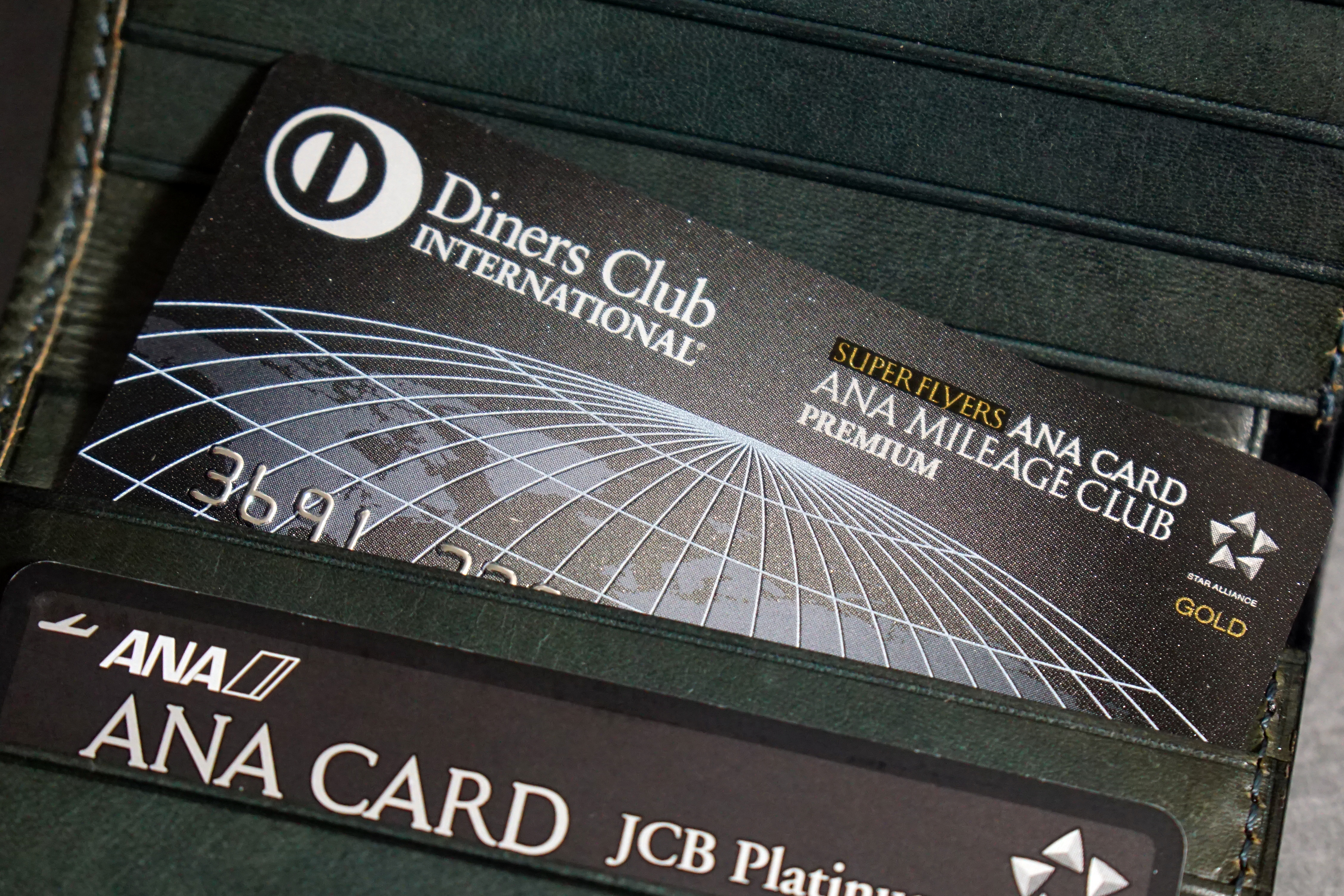
ANA ダイナース スーパーフライヤーズ プレミアムカード

ダイナースクラブ プレミアムカードは、薄い黒地（メタリックブラック）の券面でホログラムが世界地図になっており、ロゴマークは白色である。2008年に券面デザインのマイナーチェンジが行われ、メタリックブラックが濃くなった。年会費は13万円（税別）。
ダイナースクラブからのインビテーション（招待）がないと入会できない。インビテーションは、ダイナースクラブ会員の中でも、一定の地位や資産を持つ者に限られ、更にダイナースクラブカードの利用実績を総合的に審査することによって選ばれるとされている。プレミアムカード会員は、社会的地位のある人が多く、ただ決済額が多ければ所持できるカードではないと言われている。しかし、審査基準などは公開されていない。
2019年7月からの「ダイナースクラブ プレミアム コンパニオンカード」サービスでは、三井住友トラストクラブが発行する マスターカード最上位のステータスを備えた「TRUST CLUB ワールド エリート マスターカード」が無料付帯される。

### サービス廃止と修正

#### プレミアムカードのサービス改定
2007年4月1日より、プレミアムカードのサービス内容の改定が行われたが、旅行デスクの受付時間短縮、クラブ・イン・クラブの廃止など、マイナス要素の目立つ改定となった。改定というより、むしろ顧客サービスの一方的な廃止であり、既存会員からのクレームは多かったようである。これによりダイナースクラブカード（一般カード）へ、ダウングレードするカード切り替えが加速する結果となった。
サービス改定後、会員にアンケートが送付された。2007年11月より、旅行デスクが24時間対応に戻るが、提携先はJTBグローバルアシスタンスのままである。結局、旅行デスクの受付時間短縮は、半年余りで軌道修正を余儀なくされ、提携先が変わったのみとなった。

#### 家族会員別口座支払いの終了
2012年9月13日以降、家族会員別口座支払いで登録されたカードは有効期限内でも使用不可となる。これは、今まで日本独自に構築していたシステムをその他世界で使用されているシステムに合わせるため、家族会員別に口座を設定することが出来なくなったためである。このため、家族会員には改めて、2012年8月から、順次引き落とし口座を個人会員に設定した家族カードを発行している。また、家族会員別口座支払いの登録は、2011年11月24日をもって終了している。

### 日本での提携カード
日本における提携カードは多岐に渡るが、このうち、企業や大学（同窓会組織等）が提携し、その従業員や関係者に発行されるカードは、社員や大学卒業生などの条件を満たすことで信頼が証明されることから、プロパーのダイナースクラブカードよりも、入会資格（通常27歳以上など）の審査が緩和されている。
オーデマ・ピゲ、BMW、ジャガー、ヤナセ、デルタ航空、全日本空輸とのダイナースクラブプレミアムカードの提携カードも発行されている。

#### クレジットカード会社との提携カード
京銀カードサービス株式会社と提携したクレジットカードを発行している。これは、三井住友トラストクラブが発行する提携カードである。
また、過去にはエムエイチカードサービス株式会社、ちば興銀ユーシーカード株式会社(現・ちば興銀カードサービス)、共立クレジット株式会社、株式会社オリエントコーポレーション及び肥銀ワールドカード株式会社（現・肥銀カード）と提携したダイナースクラブカードが発行されていた。これらはいずれも新規発行を行っていない。

### 日本国内専用カード
日本で展開するホテルと提携し、当該ホテルの会員に発行される会員証に日本のダイナースクラブの加盟店で利用する事が出来るクレジットカードの機能を付与している。年会費は、ニューオータニの場合は15750円、ホテル西洋銀座の場合は1万2千円または3万円である。通常のカードと異なりポイントサービスは無いが、入会資格がプロパーのダイナースクラブカードより若干緩和されている。
また、かつてはパレスホテルとの提携カードの発行も行っていた。

### ポイントサービス
ショッピング利用100円毎に1ポイントが付与される。ポイントの有効期限はない。
ただし、Edyのチャージ、及びモバイルSuicaのチャージはポイントの対象外である。その一方で、ANAと提携するANAダイナースカードでEdyチャージをすれば、ANAマイレージクラブのマイルが貯まるようになっている。
また、ポイントの交換率が頻繁に変更となっている。現在では13,000ポイントで5000円のギフトカードとの交換となっている。同カードではポイント不足分を購入することができたが、同サービスは2018年2月17日をもって終了した。

### その他のサービス
グルメ＆エンターテイメント分野に強みを持ち、本来は紹介がないと使えない料亭にカード顧客を紹介することも行っている。また、会食などで現地で支払いをしないダイナースクラブ・サイレンス・スタイルも提供している。その他、利用可能な空港ラウンジが世界600カ所以上に及び、高額の保険が自動付帯するなど、他のクレジットカードのゴールドカードを超えるサービスが、標準で備わっている。また日本独自のサービスとして、社台ファーム、ノーザンファーム及びその傘下の愛馬会法人と提携した競走馬保有事業を行っていた（いわゆる一口馬主）時期があるが、2000年のシティグループによる買収に伴う馬主資格の問題から、ノーザンファームの関係者が「サンデーレーシング」を立ち上げてそちらに保有馬を移転したことにより撤退している。

### 広告
20年ほど前では、会報誌において、競走馬オーナーの募集など、他の雑誌や新聞ではほぼ目にすることが出来ない広告が多数掲載されていた。また現在においても、かなりの富裕層を抱えているカードブランドであり会報誌の広告掲載主の質も高い。

### 海外旅行保険
海外旅行保険は自動付帯・一部利用条件付きとなっている。被保険者は個人会員・家族会員・基本会員・追加会員。補償期間は日本を出国した翌日から3ヶ月後の24時を限度とする。

### 注
1. ↑  日本の他に中華民国・香港・タイ王国のダイナースクラブ発行は、シティグループからの発行となっている。
2. ↑  リボルビング払いは限度額が設定されている。ショッピング総限度額については一律に制限していない（「無制限」と解釈されがちだが、「制限は一律ではない」という意味）。